# Esfaqueamento em Southport em 2024
Em 29 de julho de 2024, ocorreu um esfaqueamento em massa contra crianças em um estúdio de dança em Southport, Merseyside, Reino Unido. Três crianças foram mortas e outras 10 pessoas – oito das quais eram crianças – ficaram feridas, algumas delas gravemente. Axel Rudakubana, um cidadão britânico de 17 anos nascido em Cardiff, filho de pais de Ruanda, foi preso no local com três acusações de homicídio, dez acusações de tentativa de homicídio e posse de objeto cortante. Em 23 de Janeiro de 2025 foi condenado a prisão perpétua.
O ataque ocorreu em um workshop de ioga e dança com tema Taylor Swift, realizado no Hart Space, um estúdio comunitário na área de Meols Cop, em Southport. Vinte e cinco crianças estiveram presentes. O agressor esfaqueou onze crianças e dois adultos. Duas meninas morreram no local. Seis das crianças feridas e ambos os adultos estavam em estado crítico quando foram levados ao hospital, e uma terceira menina morreu no dia seguinte.
O motivo do ataque não foi identificado, embora a polícia de Merseyside tenha declarado que não o estava tratando como algo relacionado ao terrorismo. Em 30 de julho, apoiadores de extrema direita entraram em confronto com a polícia em Southport e danificaram uma mesquita depois que informações falsas sobre a identidade do agressor foram espalhadas online. Em 1º de agosto, o Tribunal da Coroa de Liverpool divulgou a identidade do suspeito, apesar de ele ser menor de idade, em uma tentativa de combater especulações e desinformação. Nos dias seguintes, vários tumultos se espalharam para outras cidades da Inglaterra e para Belfast, na Irlanda do Norte.
Em outubro de 2024, o suspeito, Axel Rudakubana foi acusado de produzir um veneno mortal e de um crime "terrorista", depois de buscas realizadas na sua casa, onde foi encontrado um manual de treino do grupo extremista Al-Qaida.